# Daniela Rosenegger
Daniela Rosenegger (* 26. Mai 1966 in Wien) ist eine österreichische Politikerin der Österreichischen Volkspartei (ÖVP). Von Februar 2021 bis Juni 2023 war sie Abgeordnete zum Salzburger Landtag.

## Leben

### Ausbildung und Beruf
Daniela Rosenegger besuchte nach der Volksschule in Salzburg-Itzling und Leopoldskron die Private Mädchenhauptschule Schwarzstraße in Salzburg und die Höhere Lehranstalt für Fremdenverkehrsberufe Schloss Kleßheim, wo sie 1985 maturierte.
Anschließend war sie in der Gastronomie tätig. 1990 wurde sie Geschäftsstellenleiterin eines Reisebüros in Salzburg. Nach Mutterschutz und Elternkarenz war sie von 1998 bis 2012 Messebetreuerin in Salzburg, von 1999 bis 2013 freie Mitarbeiter bei Radio Melody Antenne Salzburg, von 2001 bis 2009 Angestellte bei einer Managementberatungsfirma und von 2005 bis 2020 kaufmännische Angestellte. Seit 2020 ist sie in der Finanzverwaltung der Gemeinde Hof bei Salzburg tätig.

### Politik
Ab 2006 war sie Mitglied der Gemeindevertretung der Gemeinde Hof bei Salzburg, wo sie seit 2008 als Obfrau des Österreichischen Arbeitnehmerinnen- und Arbeitnehmerbundes (ÖAAB) und seit 2013 als Vizebürgermeisterin fungiert. 2016 wurde sie Bezirksobmann-Stellvertreterin der ÖVP Flachgau und 2017/18 Landesobmann-Stellvertreterin des ÖAAB Salzburg.
Am 3. Februar 2021 wurde sie in der 16. Gesetzgebungsperiode als Abgeordnete zum Salzburger Landtag angelobt. Sie rückte für Daniela Gutschi nach, die Landesrätin in der Landesregierung Haslauer jun. II wurde. Nach der Landtagswahl 2023 schied Rosenegger aus dem Landtag aus.
Nach dem Rücktritt von Bürgermeister Thomas Ließ im August 2025 wurde sie von der ÖVP als Spitzenkandidatin für die Direktwahl für dessen Nachfolge nominiert.